# Bärenalm
Die Bärenalm war seit 1969 ein Skigebiet im österreichischen Bundesland Oberösterreich für Pistenabfahrt. Das Skigebiet, das sich zumindest seit 2006 für Schitouren eignet, befindet sich im Bereich des Schafferkogels in Hinterstoder. Die namensgebende Bärenalm (1626 m) liegt ein Stück (etwa 430 Höhenmeter) oberhalb und wurde nie mit Liften erschlossen.

## Geschichte
Die erste Skipiste am Schafferkogel in Hinterstoder wurde im Jahr 1969 eröffnet. Dies war die Geburtsstunde des Bärenalm-Skigebiets. Im Jahr 1986 fand das erste Skiweltcuprennen, ein Herren-Slalom, statt. Für die Skiweltcuprennen wurde eine Beschneiungsanlage mit 15 Lanzen und 8 Kanonen gebaut. Diese Beschneiungsanlage brachte weitere Skiweltcuprennen, welche lange Zeit den Fortbestand der Bärenalm sicherten. Als selbst die Beschneiungsanlage die Absage des Skiweltcuprennen im Jänner 2003 wegen Schneemangels nicht verhindern konnte, wurden endgültig Pläne für eine neue Weltcup-Piste auf der Hutterer Höss gefasst. Ohne die Skiweltcuprennen ging auch die letzte Existenzberechtigung der Lifte unter der Bärenalm verloren und das Skigebiet wurde endgültig geschlossen, nachdem bereits zuvor der Betrieb des Himbeerluckenliftes eingestellt worden war.

## Liftanlagen und Skipisten
Das Skigebiet Bärenalm bestand aus drei Liftanlagen und vier Skipisten:
- Doppelsesselbahn Bärenalmbahn (A) mit zwei Skipisten
  - Nordabfahrt (Nummer 1)
  - Südabfahrt (Nummer 2)
- Schlepplift Himbeerluckenlift (SL I) mit einer Skipiste
  - Himbeerlucke (Nummer 3)
- Schlepplift Steinerreithlift (SL II) mit einer Skipiste
  - Steinerreith (Nummer 4)

### Nachnutzung Schitouren
Im Februar 2006 wird berichtet, dass die Lifte bereits abgebaut sind, der Parkplatz (656 m) geräumt wurde und die Pisten und der weitere Weg zur Alm als Schitourengebiet taugen. An Höhenangaben und Aufstiegszeiten finden sich dort:
- Parkplatz (656 m)
- Schafferreith (1050 m)
- ehemalige Bergstation (Berghaus auf 1149 m)[2] in 1:15 Std.
- Bärenalm (1626 m) in (weiteren) 1:30 Std., (insgesamt) 1000 Höhenmeter

## Skiweltcuprennen
Die Skiweltcuprennen auf der Bärenalm fanden auf der Nordabfahrt statt. Sie war im regulären Skibetrieb als rote Piste (mittlerer Schwierigkeitsgrad) gekennzeichnet. Zwischen 1986 und 2000 wurden drei Herren-Riesenslaloms, ein Herren-Slalom, zwei Damen-Slaloms und zwei Damen-Riesenslaloms auf der Bärenalm ausgetragen. Im Jänner 2003 musste ein geplanter Herren-Riesenslalom wegen zu warmen Wetters abgesagt werden. Danach wurden die Skiweltcuprennen ab 2006 auf die Hutterer Höss verlegt.

### Herren

#### Riesenslalom
| Datum      | 1. Platz             | 2. Platz        | 3. Platz      |
| ---------- | -------------------- | --------------- | ------------- |
| 11.01.1994 | Kjetil André Aamodt  | Christian Mayer | Richard Kröll |
| 10.02.1996 | Michael von Grünigen | Urs Kälin       | Mario Reiter  |
| 11.03.2000 | Christian Mayer      | Marco Büchel    | Hermann Maier |

#### Slalom
| Datum      | 1. Platz      | 2. Platz     | 3. Platz      |
| ---------- | ------------- | ------------ | ------------- |
| 21.12.1986 | Armin Bittner | Bojan Križaj | Oswald Tötsch |

### Damen

#### Riesenslalom
| Datum      | 1. Platz         | 2. Platz           | 3. Platz        |
| ---------- | ---------------- | ------------------ | --------------- |
| 08.01.1990 | Petra Kronberger | Anita Wachter      | Michaela Gerg   |
| 15.01.1992 | Carole Merle     | Deborah Compagnoni | Vreni Schneider |

#### Slalom
| Datum      | 1. Platz          | 2. Platz        | 3. Platz               |
| ---------- | ----------------- | --------------- | ---------------------- |
| 09.01.1990 | Vreni Schneider   | Anita Wachter   | Christine von Grünigen |
| 14.01.1992 | Annelise Coberger | Vreni Schneider | Julie Parisien         |